# Prisión de Glendairy
La Prisión de Glendairy (en inglés: Glendairy Prison o bien HM Glendairy Prison) también llamada la Prisión de Su Majestad, fue un centro penitenciario ubicado en el país caribeño de Barbados. La prisión, que albergaba a 1.000 reclusos masculinos y femeninos, se encuentra en la estación de Hill, St. Michael. La prisión fue construida en 1855 antes de ser destruida en un levantamiento los días 29-30 de marzo de 2005. El reemplazo para Glendairy, conocido como HMP Dodds se abrió el 15 de octubre de 2007 en Dodds, St. Philip.